# قرار مجلس الأمن التابع للأمم المتحدة رقم 1025
قرار مجلس الأمن التابع للأمم المتحدة رقم 1025، المتخذ بالإجماع في 30 تشرين الثاني / نوفمبر 1995، بعد الإشارة إلى القرارين 981 (1995) و1023 (1995) بشأن كرواتيا، قرر المجلس أن ولاية عملية الأمم المتحدة لاستعادة الثقة ستنتهي بعد فترة مؤقتة تنتهي في 15 يناير 1996.
وأكد المجلس مرة أخرى أن سلافونيا الشرقية وبارانيا وسيرميا الغربية (المعروفة بالقطاع الشرقي) جزء لا يتجزأ من كرواتيا والأهمية التي يوليها لاحترام حقوق الإنسان والحريات الأساسية.
بموجب الفصل السابع من ميثاق الأمم المتحدة، طُلب من الأمين العام بطرس بطرس غالي أن يقدم تقريراً إلى المجلس بحلول 14 كانون الأول / ديسمبر 1995 بشأن مقترحات إنشاء سلطة انتقالية وقوة لحفظ السلام في المناطق المذكورة أعلاه لتنفيذ الاتفاق الأساسي. كما تقرر، من أجل إنشاء السلطة الانتقالية، أن تنتهي ولاية عملية الأمم المتحدة لاستعادة الثقة في 15 كانون الثاني / يناير 1996 أو عندما يقرر مجلس الأمن نشر السلطة وقوة حفظ السلام.

## روابط خارجية
- نص القرار في undocs.org